# Хоґо

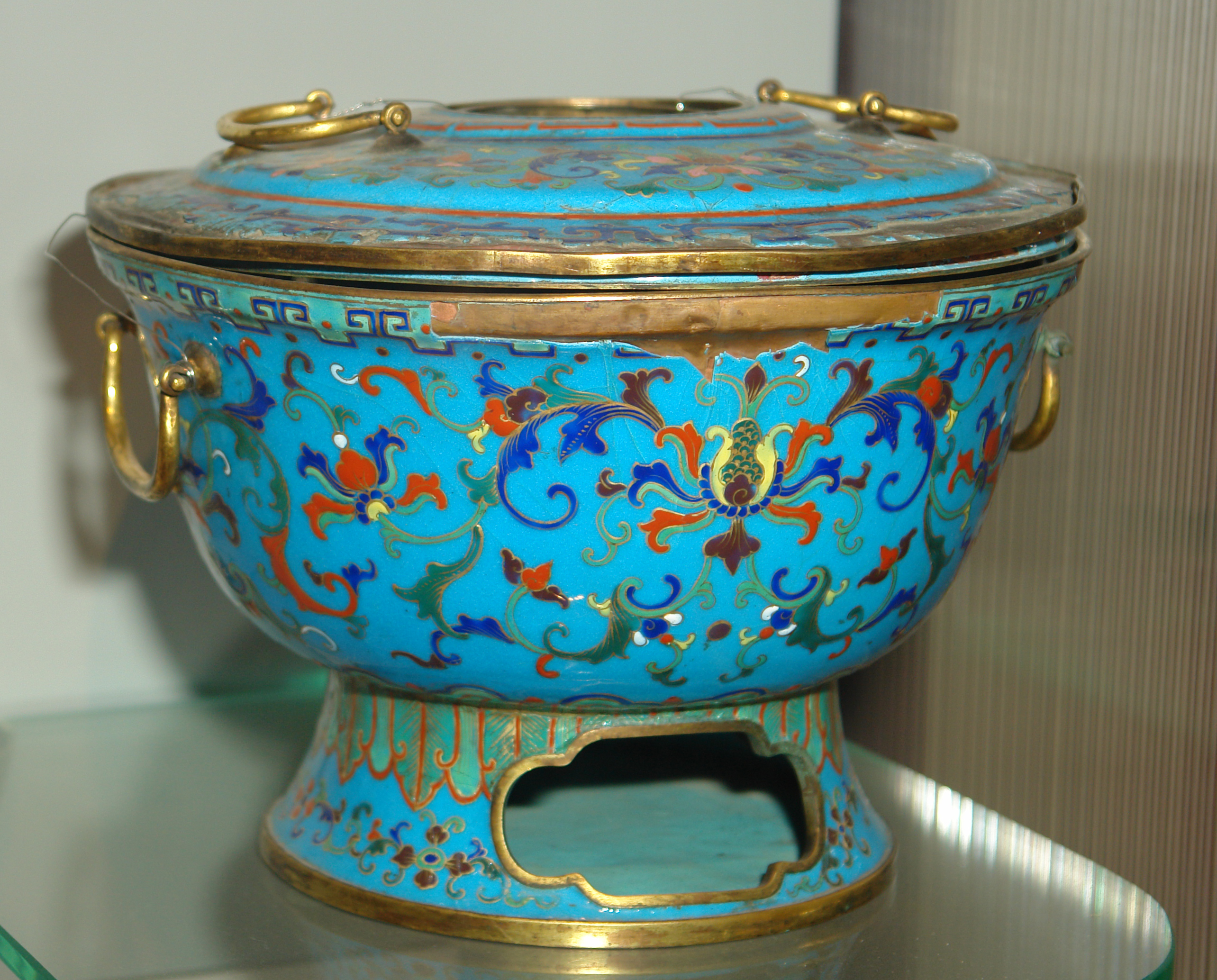
Хоґо, Китай, XIX сторіччя (Державний музей історії Санкт-Петербурга).

Хоґо[джерело?] (хвоґво; кит. трад. 火鍋, спр. 火锅, піньїнь: huǒ guō, буквально «вогняний казан») — китайський посуд для відварювання їжі, який конструктивно нагадує самовар. Використовується для споживання їжі в компанії: їдці занурюють у бульйон, грітий внутрішньою жаровнею, дрібно нарізані інгредієнти й ведуть світські бесіди, поки харч готується. Виловлюють готове й додають нове побіжно розмові, не припиняючи розпочату варку.

## Історія
Найдавніші хоґо знайдені в китайських розкопках IV сторіччя нашої ери. Найбільшим бенкетом із застосуванням хоґо був Бенкет для тисячі старих (людей віком за 70 років), який влаштували за правління імператора Йон'яня з Династії Цін. Тоді використали на одному обіді більше 1550 казанів хоґо, а кількість запрошених сягала 5 тисяч.
Починаючи з 1990-х років, коли кількість китайських іммігрантів, які приїжджали до Сполучених Штатів, значно зросла, китайська їжа також поширилася в Сполучених Штатах, і хоґо також вийшов на світову кулінарну сцену.

## Різновиди

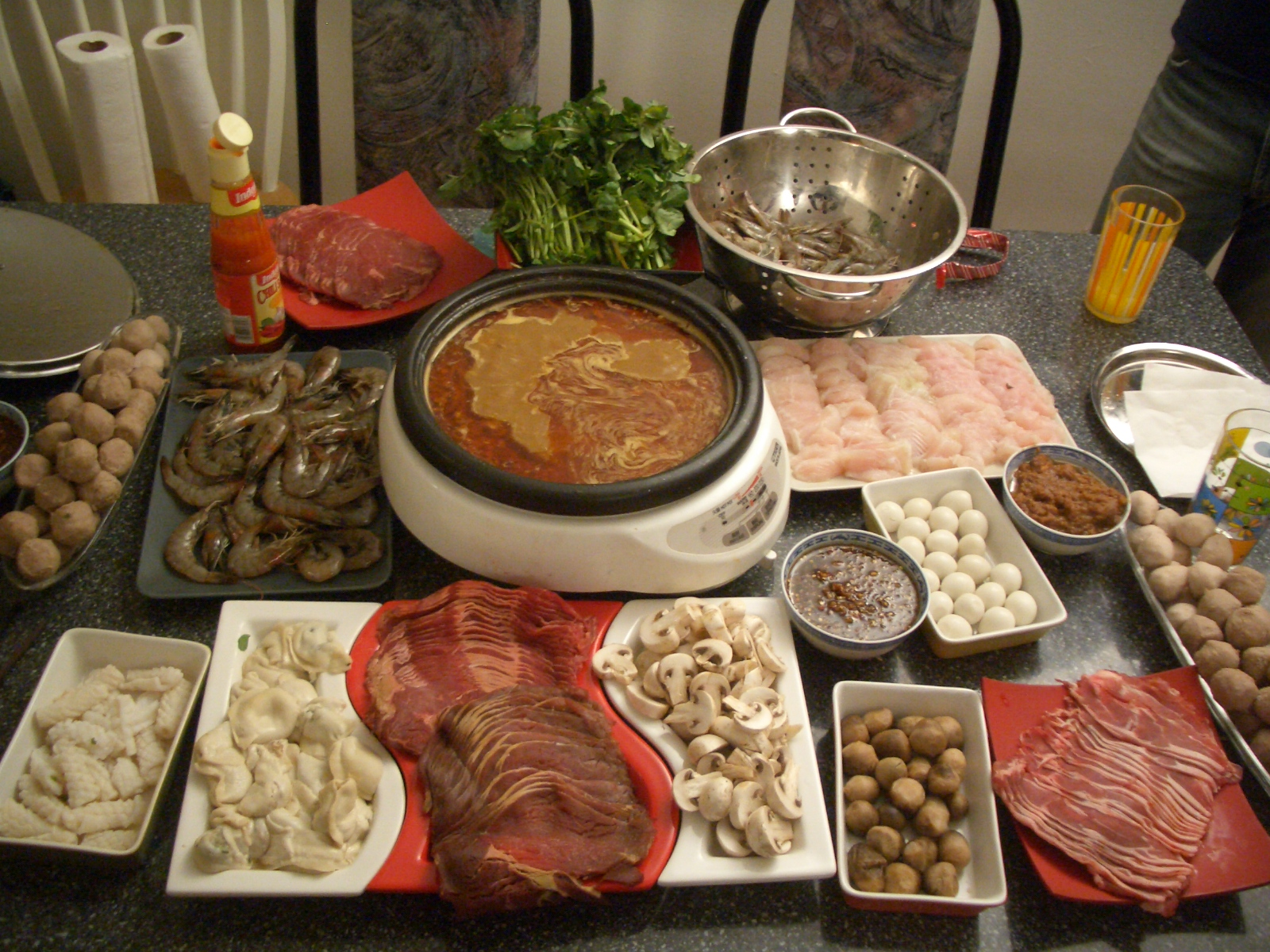
Електричне хоґо із заготовленими до варки харчами.

Форми казанів хоґо можуть бути дуже різними: відкриті каструлі, кітли з димарем тощо.
Як посуд хоґо поділяють за типом палива (котли на традиційному деревному вугіллі, газові, електричні тощо), за матеріалом конструкції (олов'яні, алюмінієві, сталеві тощо), за будовою казана (секційний або цільний). Двосекційне хоґо зветься юаньянґво. Один його відділ наповнюють гострим бульйоном, а інший — прісним.
Як трапезу хоґо також поділяють за типом бульйону:
- «прісний» — для приготування сирих інгредієнтів,
- бульйон з напівготовими м'ясними й рибними інгредієнтами — у цьому випадку їдці додають овочі,
- бульйон з повністю готовими інгредієнтами, коли хоґо використовується лише для підтримання температури страви.